# Ambrosiano
De Ambrosiano was een binnenlandse Italiaanse TEE-trein voor de verbinding Rome - Milaan. De naam verwijst naar de beschermheilige van Milaan.
De Ambrosiano werd op 26 mei 1974, toen er genoeg Gran conforto-rijtuigen waren afgeleverd, in het TEE-net opgenomen. De Ambrosiano was de avondtrein van de TEE Settebello, zodat net als bij de Franse TEE Capitole een ochtend- en een avondverbinding beschikbaar was.
In 1987 is de Ambrosiano voortgezet als Intercity.

## Trans Europ Express

### Rollend materieel
De treindienst werd meteen gestart met elektrische tractie met getrokken rijtuigen.

#### Tractie
Als locomotieven is de serie E 444 van de FS ingezet.

#### Rijtuigen
Als rijtuigen werd de vervolgserie van de Gran Conforto rijtuigen van FIAT ingezet. Deze hadden in tegenstelling tot de eerste, internationale, serie geen generatorrijtuig om de stroom om te vormen voor het boordnet, maar konden binnen Italië rechtstreeks gevoed worden via de locomotief.

### Route en dienstregeling
| MR | land   | station         | km  | RM |
| -- | ------ | --------------- | --- | -- |
|    | Italië | Milano Centrale | 0   |    |
|    | Italië | Bologna         | 218 |    |
|    | Italië | Firenze         | 314 |    |
|    | Italië | Roma Termini    | 630 |    |